# HD 44037
HD 44037，又名BD-08 1386，SAO 133098、HR 2270，是一颗恒星，视星等为6.22，位于銀經216.99，銀緯-11.05，其B1900.0坐标为赤經6h 14m 20.8s，赤緯-8° -11.05′ 44″。